# Marty Turco
Marty Turco (* 13. srpna 1975, Sault Ste. Marie, Ontario, Kanada) je bývalý kanadský hokejový brankář, který mimo jiné hrával dlouhá léta v NHL. Kariéru ukončil v roce 2012.

## Kariéra

### Počátky kariéry
Na rozdíl od většiny kanadských hokejistů, kteří hrají v NHL, Turco nehrál v žádné z hlavních kanadských juniorských lig a místo toho hrál v juniorském věku na univerzitě v Michiganu, se kterou dvakrát vyhrál šampionát NCAA.
Od dětství hrál v rodném městě Sault Ste. Marie a poté co nebyl vybrán v draftu juniorské ligy Ontario Hockey League, tak podepsal v 17 letech smlouvu s týmem Cambridge Winterhawks z druhořadé juniorské ligy OJHL. S týmem hrál dva roky a poté obdržel stipendium NCAA na Univerzitě v Michiganu (CCHA). Během čtyř sezón na univerzitě získal Turco mnohá ocenění (Nováček roku v roce 1995, Nejplatnější hráč turnaje v roce 1998, 1. All-Star Team v roce 1997, 2. All-Star Team v roce 1998, All-Tournament Team v letech 1996 a 1998).
V roce 1994 byl vybrán ve Vstupním draftu NHL v pátém kole na 124. místě celkově týmem Dallas Stars a pokračoval na farmě Dallasu v lize International Hockey League za tým Michigan K-Wings. V roce 1999 byl jmenován Nováčkem roku v IHL.

### Dallas Stars
Po dvou letech co hrál za K-Wings dostal Turco příležitost v Dallasu Stars, když začal dělat náhradníka Edu Belfourovi. Další dva roky Turco získával zkušenosti v NHL jako záložní brankář Belfoura a po sezóně 2001-02 Stars povýšili Turca na prvního brankáře, poté co Ed Belfour podepsal smlouvu s Torontem Maple Leafs.
Ve svém prvním ročníku 2002-03 v pozici prvního brankáře Dallasu vytvořil rekord moderní historie NHL v nejnižším průměru obdržených branek na zápas, který o rok později překonal Miikka Kiprusoff. Turco byl během sezóny zvolen do utkání hvězd (NHL All-Star Game). Na konci sezóny byl jmenován do druhého All-Star Týmu NHL. V hlasování trofeje Vezina Trophy skončil druhý za Martinem Brodeurem a získal Roger Crozier Saving Grace Award. V playoff vypadli v semifinále západní konference s Mighty Ducks of Anaheim.
V sezóně 2003-04 pokračoval v kvalitních výkonech a byl opět zvolen do NHL All-Star Game. V playoff, ale vypadli už v prvním kole s Coloradem Avalanche po pěti-zápasové bitvě.
V sezóně 2005-06 si Turco vytvořil osobní rekord v počtu vychytaných vítězství (41). V playoff vypadli po pěti zápasech v prvním kole, stejně jako v předešlé sezóně opět s Coloradem Avalanche.
13. dubna 2007 vychytal Turco své vůbec první čisté konto v playoff, proti Vancouveru Canucks. V tehdejší sérii vychytal ještě další 2 čistá konta, přesto byli Stars vyřazeni. Nicméně třemi čistými konty v jedné sérii playoff vyrovnal rekord NHL, který drží společně s Martinem Brodeurem, Jeanem-Sébastienem Giguèrem a Michaelem Leightonem.
V sezóně 2007-08 Turco zaznamenal 32 vítězných zápasů a v playoff pomohl porazit držitele Stanley Cupu tým Anaheim Ducks a San José Sharks, před tím, než vypadli s Detroitem Red Wings ve finále západní konference.
15. ledna 2009 Turco odehrál za Dallas Stars celkově 421. zápas a překonal tak 33 let starý rekord Cesara Maniaga. 29. ledna 2009 překonal další Maniagův klubový rekord v počtu odehraných minut a 9. února překonal Maniagův klubový rekord v počtu po sobě odchytaných zápasů, poté co odchytal 24 zápasů v řadě. Dallas Stars se nedokázali kvalifikovat do playoff. 13. dubna 2010 Turco řekl pro média, že s Dallasem Stars neprodlouží smlouvu a ukončí tak devítileté působení v tomto týmu.

### Chicago Blackhawks
2. srpna 2010 Turco podepsal jako volný hráč jednoletou smlouvu s držitelem Stanley Cupu Chicagem Blackhawks, aby nahradil odcházejícího Anttiho Niemiho na pozici prvního brankáře. Během sezóny byl, ale z pozice prvního brankáře vytlačen nováčkem Corey Crawfordem. Po tom co se Bostonu ke konci základní části 2012 zranil náhradní golman Tuukka Rask podepsali smlouvu právě s Martym Turcem

## Individuální úspěchy
- CCHA Rookie of the Year - 1994-95
- NCAA Championship All-Tournament Team - 1996, 1998
- CCHA 1. All-Star Team - 1996-97
- NCAA West 1. All-American Team - 1996-97
- CCHA 2. All-Star Team - 1997-98
- Nejužitečnější hráč mistrovství NCAA - 1998
- Gary F. Longman Memorial Trophy - 1998-99
- Roger Crozier Saving Grace Award - 2000-01, 2002-03
- NHL All-Star Game - 2003, 2004, 2007
- NHL 2. All-Star Team - 2002-03

## Týmové úspěchy
- Mistr CCHA - 1995-96, 1996-97
- Vítěz mistrovství NCAA - 1996, 1998
- Stříbrná medaile na MS - 2005

## Prvenství
- Debut v NHL – 10. října 2000 (Carolina Hurricanes proti Dallas Stars)
- První inkasovaný gól v NHL – 10. října 2000 (Carolina Hurricanes proti Dallas Stars, kanadským útočníkem Jeff O'Neill)
- První vychytaná nula v NHL – 6. ledna 2001 (Boston Bruins proti Dallas Stars)

## Statistiky

### Základní části
| Sezona        | Tým                    | Liga          | Z   | V   | P   | R  | Pvp | MIN    | OG    | ČK | POG  | %ChS |
| ------------- | ---------------------- | ------------- | --- | --- | --- | -- | --- | ------ | ----- | -- | ---- | ---- |
| 1994–95       | University of Michigan | CCHA          | 37  | 27  | 7   | 1  | —   | 2063   | 95    | 1  | 2.76 | —    |
| 1995–96       | University of Michigan | CCHA          | 42  | 34  | 7   | 1  | —   | 2335   | 84    | 5  | 2.16 | —    |
| 1996–97       | University of Michigan | CCHA          | 41  | 33  | 4   | 4  | —   | 2296   | 87    | 4  | 2.27 | .893 |
| 1997–98       | University of Michigan | CCHA          | 45  | 33  | 10  | 1  | —   | 2639   | 95    | 4  | 2.16 | .887 |
| 1998–99       | Michigan K-Wings       | IHL           | 54  | 24  | 17  | 10 | —   | 3127   | 136   | 1  | 2.61 | .899 |
| 1999–00       | Michigan K-Wings       | IHL           | 60  | 23  | 27  | 7  | —   | 3399   | 139   | 7  | 2.45 | .901 |
| 2000–01       | Dallas Stars           | NHL           | 26  | 13  | 6   | 1  | —   | 1266   | 40    | 3  | 1.90 | .925 |
| 2001–02       | Dallas Stars           | NHL           | 31  | 15  | 6   | 2  | —   | 1519   | 53    | 2  | 2.09 | .921 |
| 2002–03       | Dallas Stars           | NHL           | 55  | 31  | 10  | 10 | —   | 3203   | 92    | 7  | 1.72 | .932 |
| 2003–04       | Dallas Stars           | NHL           | 73  | 37  | 21  | 13 | —   | 4359   | 144   | 9  | 1.98 | .913 |
| 2004–05       | Djurgården             | SEL           | 6   | —   | —   | —  | —   | 356    | 12    | 1  | 2.02 | .932 |
| 2005–06       | Dallas Stars           | NHL           | 68  | 41  | 19  | —  | 5   | 3910   | 166   | 3  | 2.55 | .898 |
| 2006–07       | Dallas Stars           | NHL           | 67  | 38  | 20  | —  | 5   | 3763   | 140   | 6  | 2.23 | .910 |
| 2007–08       | Dallas Stars           | NHL           | 62  | 32  | 21  | —  | 6   | 3628   | 140   | 3  | 2.31 | .909 |
| 2008–09       | Dallas Stars           | NHL           | 74  | 33  | 31  | —  | 10  | 4327   | 203   | 3  | 2.81 | .898 |
| 2009–10       | Dallas Stars           | NHL           | 53  | 22  | 20  | —  | 11  | 3088   | 140   | 4  | 2.72 | .913 |
| 2010–11       | Chicago Blackhawks     | NHL           | 29  | 11  | 11  | —  | 3   | 1631   | 82    | 1  | 3.02 | .897 |
| 2011–12       | EC Red Bull Salzburg   | EBEL          | 10  | 6   | 2   | —  | 2   | 250    | 12    | 0  | 2.88 | .918 |
| 2011–12       | Boston Bruins          | NHL           | 5   | 2   | 2   | —  | 0   | 261    | 16    | 0  | 3.68 | .855 |
| Celkem v NHL  | Celkem v NHL           | Celkem v NHL  | 543 | 275 | 167 | 26 | 40  | 30,955 | 1,216 | 41 | 2.36 | .910 |
| Celkem v CCHA | Celkem v CCHA          | Celkem v CCHA | 165 | 127 | 28  | 17 | —   | 9333   | 361   | 14 | 2.18 | —    |
| Celkem v IHL  | Celkem v IHL           | Celkem v IHL  | 114 | 47  | 44  | 17 | —   | 6526   | 275   | 8  | 2.53 | .918 |

### Play-off
| Sezona       | Tým              | Liga         | Z  | V  | P  | MIN  | OG  | ČK | POG  | %ChS |
| ------------ | ---------------- | ------------ | -- | -- | -- | ---- | --- | -- | ---- | ---- |
| 1998–99      | Michigan K-Wings | IHL          | 5  | 2  | 3  | 300  | 14  | 0  | 2.80 | —    |
| 2002–03      | Dallas Stars     | NHL          | 12 | 6  | 6  | 798  | 25  | 0  | 1.87 | .919 |
| 2003–04      | Dallas Stars     | NHL          | 5  | 1  | 4  | 325  | 18  | 0  | 3.32 | .849 |
| 2005–06      | Dallas Stars     | NHL          | 5  | 1  | 4  | 319  | 18  | 0  | 3.38 | .868 |
| 2006–07      | Dallas Stars     | NHL          | 7  | 3  | 4  | 509  | 11  | 3  | 1.30 | .952 |
| 2007–08      | Dallas Stars     | NHL          | 18 | 10 | 8  | 1152 | 40  | 1  | 2.08 | .922 |
| Celkem v NHL | Celkem v NHL     | Celkem v NHL | 47 | 21 | 26 | 3103 | 112 | 4  | 2.17 | .914 |
| Celkem v IHL | Celkem v IHL     | Celkem v IHL | 5  | 2  | 3  | 300  | 14  | 0  | 2.80 | —    |

### Reprezentace
| Rok                    | Tým                    | Soutěž                 | Z                | V                | P                | R                | MIN              | OG               | ČK               | POG              | %ChS             |
| ---------------------- | ---------------------- | ---------------------- | ---------------- | ---------------- | ---------------- | ---------------- | ---------------- | ---------------- | ---------------- | ---------------- | ---------------- |
| 2002                   | Kanada                 | MS                     | 3                | 2                | 1                | 0                | 166              | 4                | 1                | 1.45             | .947             |
| 2005                   | Kanada                 | MS                     | Náhradní brankář | Náhradní brankář | Náhradní brankář | Náhradní brankář | Náhradní brankář | Náhradní brankář | Náhradní brankář | Náhradní brankář | Náhradní brankář |
| 2006                   | Kanada                 | OH                     | Náhradní brankář | Náhradní brankář | Náhradní brankář | Náhradní brankář | Náhradní brankář | Náhradní brankář | Náhradní brankář | Náhradní brankář | Náhradní brankář |
| Seniorská reprezentace | Seniorská reprezentace | Seniorská reprezentace | 3                | 2                | 1                | 0                | 166              | 4                | 1                | 1.45             | .947             |